# Lloydia
Lloydia é um género botânico pertencente à família Liliaceae.
- Commons
- Wikispecies

1. ↑  «Lloydia — World Flora Online». www.worldfloraonline.org. Consultado em 19 de agosto de 2020